# Mesocapnia autumna
Mesocapnia autumna is een steenvlieg uit de familie Capniidae. De wetenschappelijke naam van de soort is voor het eerst geldig gepubliceerd in 1970 door Baumann & Gaufin.